# 索孚
索孚（？—355年），字国明，五胡十六国時代前涼官员，敦煌郡人。
他射術精湛，十发能命中八、九。有人问他：“射箭有规律吗？”索孚回答说：“射箭的规律与人主治天下的规律是一样的。弓之強弱、箭矢之轻重，弓不合法度，箭矢不端直，即使射手是逢蒙，也不能射中目标。没有称职有才干的官员，万事尽荒废、即使尧、舜为国君，也无法天下大治。”
前涼君主張駿任命他为参軍。当時，張駿正商议開墾石田，索孚说：“君者，其行不违天意，不犯地德。昔，后稷播下百谷的种子，但没有在磐石上犁耕。大禹治理江河，但没有逆流势而为。现在试图把石地变成田地，必须搬运土壤，耕种谷物，计算费用，一亩产出百石，所盈利不过三石而已，我认为我们不能这样做。。張駿大怒，贬他为伊吾都尉。
後索孚昇進張掖郡太守。355年七月，河州刺史張瓘驻守枹罕，军事力量强大。当時君主張祚对此不满，命索孚接手枹罕守備。为此，索孚继任河州刺史，前往枹罕，張瓘察觉到張祚的意图，杀死了索孚，并起兵讨伐張祚。